# Парбиг (село)
Па́рбиг — село в Бакчарском районе Томской области. Административный центр Парбигского сельского поселения.
Расположено на правом берегу реки Парбиг, левого притока реки Чая, впадающей в реку Обь. Находится в 310 км к северо-западу от Томска. Основано в 1900 году русскими крестьянами-переселенцами. Первоначально появилась заимка Кучумовская, затем переименовано по названию реки в село Парбиг. Население — 1713 чел. (на 1 января 2015).

## История
Место исторического проживания южных селькупов (группа чумэлкуп). В нескольких км ниже по течению Парбига располагалось селькупское поселение заимка Лучина / юрты Пизега. В 1911 г.: 3 хозяйства – 13 селькупов.
В 1920—1924 гг. село было центром Парбигской волости Томского уезда Томской губернии. В 1924—1939 гг. село входило в состав Чаинской укрупнённой волости, в Чаинский район, в Бакчарский район (в составе вновь образованной Новосибирской области). С 1939 по 1963 гг. село было центром вновь созданного Парбигского района Новосибирской (до 1944), затем Томской областей. В 1964 году район был ликвидирован, вся его территория вновь вошла в состав Бакчарского района Томской области.
В 1941—1964 гг. здесь издавался орган райкома ВКП(б)/КПСС и райисполкома газета «Голос колхозника».
С 1931 по 1954 гг. в Парбиге действовала участковая (районная) спецкомендатура Сиблага ОГПУ/НКВД, осуществлявшая надзор за спецпереселенцами (ссыльными крестьянами) в 31-м спецпосёлке.
В 1930-х действовали парбигские колхозы «Рассвет» и «Светлый путь», преобразованные в начале 1960-х в совхоз «Парбигский».

## Население
| 1959  | 2002  | 2010  | 2012  | 2013  | 2014  | 2015  |
| ----- | ----- | ----- | ----- | ----- | ----- | ----- |
| 2909  | ↘2241 | ↘1900 | ↘1827 | ↘1793 | ↘1722 | ↘1713 |
| 2021  |       |       |       |       |       |       |
| ↘1453 |       |       |       |       |       |       |

## Руководство
Глава администрации: Косолапова Людмила Владимировна.

## Социальная сфера
В посёлке есть общеобразовательное учреждение — Парбигская средняя школа, в которой обучается (по состоянию на конец 2011 учебного года) 250 учеников.